# Lieve Maes
Pour les articles homonymes, voir Maes.
Lieve Maes, née le 12 mai 1960 est une femme politique belge flamande, membre de la N-VA. Elle est la fille de l'ancien sénateur Volksunie Bob Maes.
Elle est cheffe de projet en informatique.

## Carrière politique
- Sénatrice belge du 6 juillet 2010 au 25 mai 2014.
- Députée flamande au 25 mai 2014.
  - sénatrice de la communauté flamande.